# WPNA

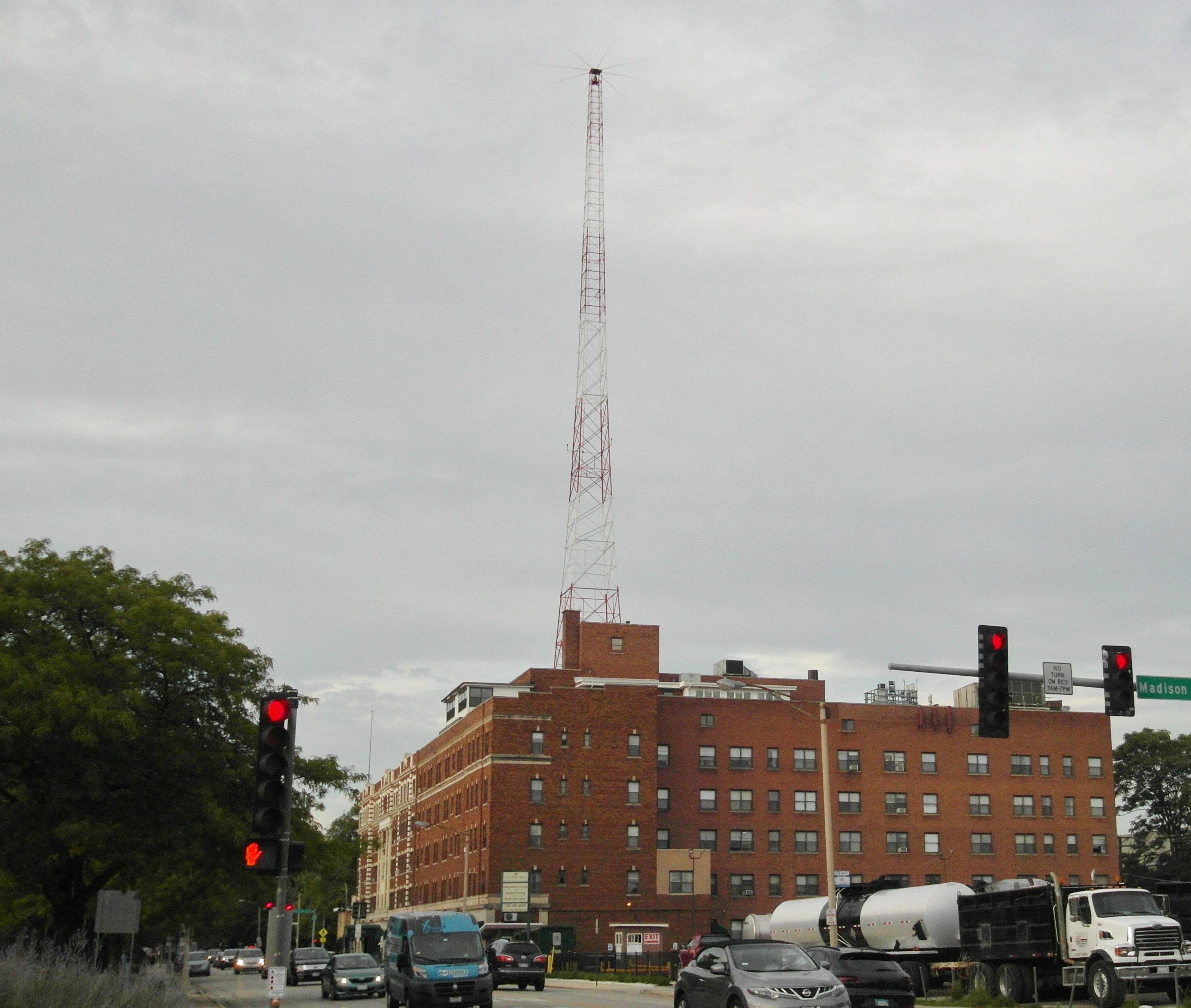
Wieża radiowa WPNA

WPNA – chicagowska stacja radiowa, której treść nadawana jest na falach średnich (AM) na częstotliwości 1490 kHz, i przez Internet. Głównie nadawane są polskie audycje. W weekendy, nadawane są też programy po ukraińsku i dla Irlandczyków.

## Historia
Stacja istnieje od roku 1951 (nadawanie rozpoczęła pod nazwą WEBS). Tuż po utworzeniu stacji nazwę zmieniono na WOPA, gdyż audycje nadawano z hotelu Oak Park Arms (aż do dzisiejszego dnia, obecnie mieści się tam dom starców) w mieście Oak Park, w stanie Illinois, koło Chicago.  W roku 1984 nazwę ponownie zmieniono, tym razem na WBMX.  W roku 1987 stację kupił Związek Narodowy Polski i wrócono do nazwy WPNA.